# Stazione di Pontecchio Marconi
Stazione di Pontecchio Marconi vasútállomás Olaszországban, Sasso Marconi településen.

## Vasútvonalak
Az állomást az alábbi vasútvonalak érintik:
- Porrettana-vasútvonal

## Kapcsolódó állomások
A vasútállomáshoz az alábbi állomások vannak a legközelebb:
- Stazione di Sasso Marconi
- Stazione di Borgonuovo